# Voilier géant
Papilio thoas
Espèce
Le Voilier géant ou Machaon royal (Papilio thoas) est une espèce d'insectes lépidoptères qui appartient à la famille des Papilionidae, à la sous-famille des Papilioninae, au genre Papilio et au sous-genre Heraclides.

## Description
Principalement originaire de Guyane française, il est un des plus grands "porte-queue" connu, avec une envergure de 100 à 130 mm.
Le Voilier géant est de couleur noire avec des dessins pouvant être jaune, jaune clair ou blanc qui forment une large bande transversale et une bande submarginale. Elles forment un dessin épargnant les queues.

## Biologie
Le Voilier géant présente une activité maximale en début d'après-midi ensoleillé. Le reste du temps, il se repose sur les branches hautes de végétaux. Fragile, il abîme souvent ses ailes au cours de ses activités, et meurt naturellement une dizaine de jours après l'émergence.
Il vole toute l'année dans la région des tropiques alors que plus au nord ou plus au sud il ne vole que durant les mois d'été.

### Plantes hôtes
Les plantes hôtes sont des Rutaceae, de la famille des citrus, Citrus limon, Ruta graveolens, des Ptelea, et pour Papilio thoas nealces des Piper.

## Écologie et distribution
Il est présent dans le sud des États-Unis (dans le sud du Texas et rarement en Arkansas et Oklahoma), en Amérique centrale (Mexique) et en Amérique-du-sud, en particulier dans le bassin Amazonien,.

### Biotope
Il réside dans la forêt tropicale à altitude moyenne.

## Systématique
Papilio (Heraclides) thoas a été décrit par l'entomologiste suédois Linnaeus en 1771.

### Synonyme
- Hesperides thoas[3]

### Noms vernaculaires
Le Voilier géant se nomme King Swallowtail ou Thoas Swallowtail en anglais.

### Taxinomie
Papilio thoas est le chef de file d'un groupe qui porte son nom
- Groupe du  thoas

Papilio andraemon (Hübner, 1823)
Papilio androgeus (Cramer, 1775)
Papilio aristodemus (Esper, 1794)
Papilio aristor (Godart, 1819)
Papilio astyalus (Godart, 1819)
Papilio caiguanabus (Poey, 1852)
Papilio cresphontes (Cramer, 1777)
Papilio homothoas (Rothschild & Jordan, 1906)
Papilio machaonides (Esper, 1796)
Papilio melonius (Rothschild & Jordan, 1906)
Papilio ornythion (Boisduval, 1836)
Papilio paeon (Boisduval, 1836)
Papilio thersites (Fabricius, 1775)
Papilio thoas (Linné, 1771)
Liste des sous-espèces
- Papilio thoas thoas (Linné, 1771)

Synonymie pour cette sous-espèce
Papilio arcihmedes (Fabricius, 1938)
- Papilio thoas autocles (Rothschild et Jordan, 1906)[5]
- Papilio thoas brasiliensis (Rothschild et Jordan, 1906)
- Papilio thoas cyniras (Ménétriés, 1857)

Synonymie pour cette sous-espèce
Papilio cinyras (Ménétriés, 1857) 
Papilio thoas chamadus (Fruhstorfer, 1907)
Papilio cinyras ridens (Fassl, 1916)
Papilio thoas flavibrunneus (Prüffer, 1922)

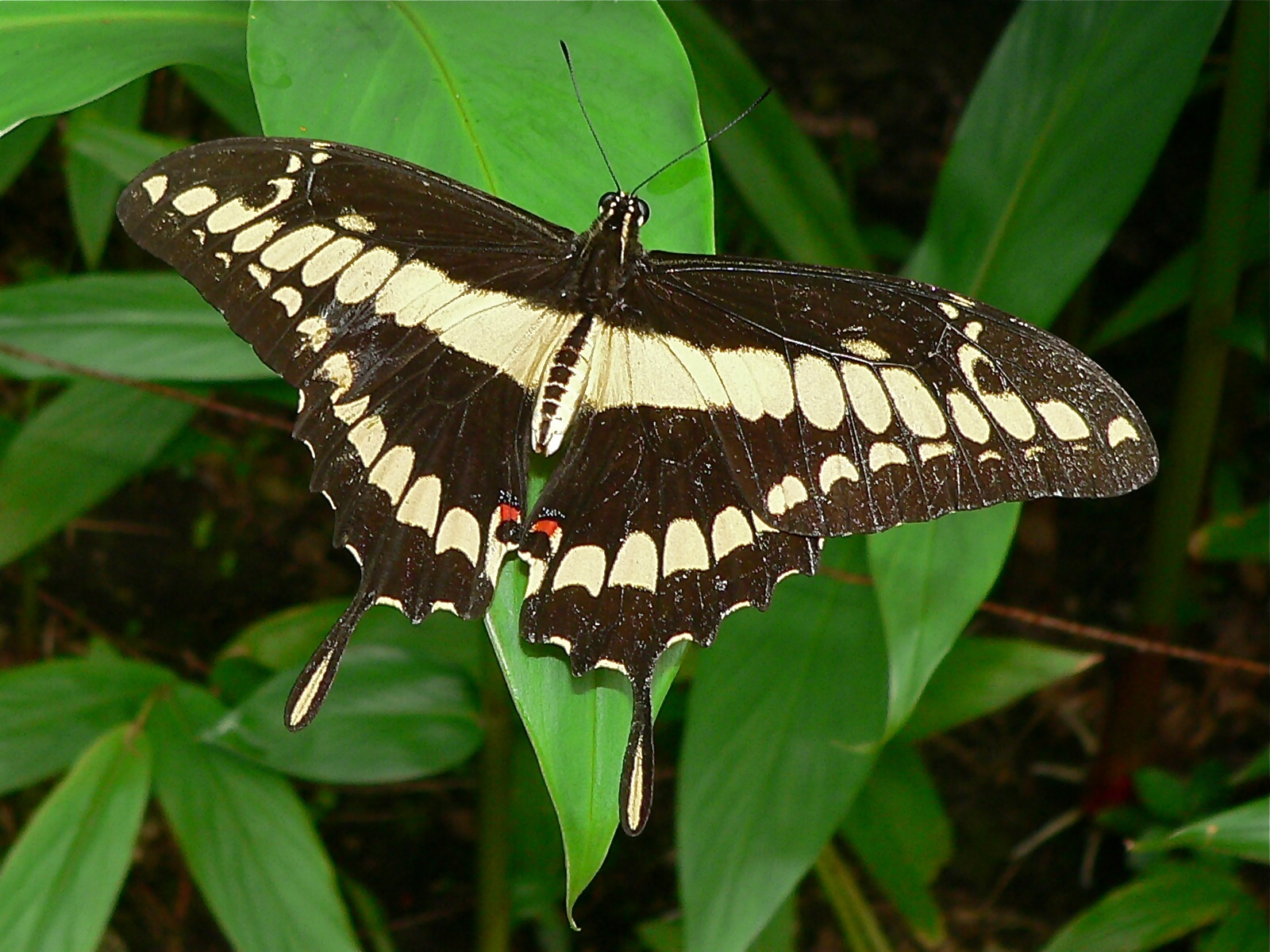
Papilio thoas nealces

- Papilio thoas nealces (Rothschild et Jordan, 1906)[9]
- Papilio thoas oviedo (Gundlach, 1866)

Synonymie pour cette sous-espèce
Papilio oviedo (Gundlach, 1866) 
Papilio epithoas (Oberthür, 1897)
- Papilio thoas thoantiades (Burmeister, 1878)

Synonymie pour cette sous-espèce
Papilio thoantiades (Burmeister, 1878)
Papilio euclides (Larrañaga, 1923)
Papilio thoas brasiliensis ochracea (Giacomelli, 1927)
- Papilio thoas brasiliensis (Rothschild & Jordan, 1906) [13]

Synonymie pour cette sous-espèce
Papilio thoas impunctata (Boullet & Le Cerf, 1912)

## Le Voilier géant et l'Homme

### Protection
Pas de statut de protection particulier.

### Philatélie
Ce papillon figure sur une émission de
- Cuba de 1972 (valeur faciale : 1 c.)
- Bolivie de 1993 (valeur faciale 1,80 Bs).